# Victor Adolphe Malte-Brun
Victor Adolphe Malte-Brun (ur. 25 listopada 1816 r. w Paryżu – zm. 13 lipca 1889 w Marcoussis (departament Essonne)) – geograf i kartograf francuski. Był drugim synem innego francuskiego geografa, pochodzenia duńskiego, współzałożyciela „paryskiego” Towarzystwa Geograficznego (Société de géographie) - Conrada Malte-Bruna. Brat Victora, Conradin Malte-Brun (zm. 1850), był artystą malarzem.
Osierocony przez ojca w wieku 10 lat, dorastał w blasku reputacji, jaka otaczała jego ojca. W 1846 r. Eugène Cortambert, profesor i członek wspomnianego Towarzystwa Geograficznego, opublikował podręcznik geografii (Cours de géographie) inspirowany bezpośrednio dziełami Conrada Malte-Bruna, w którym napisał, że geografia jest ogólnym obrazem przyrody, ludzkości i jej wytworów. Ta humanistyczna wizja utwierdziła Victora w dążeniu do poświęcenia się nowoczesnej geografii, różnej od dotychczasowych opisów poszczególnych miejsc na Ziemi.
W 1851 r. Victor Adolphe Malte-Brun został członkiem „paryskiego” Towarzystwa Geograficznego, a w 1852 r. jednym z sekretarzy tej instytucji. Później (podobnie jak wcześniej jego ojciec), został sekretarzem generalnym Towarzystwa, który to urząd piastował w latach 1860-1867. Po zakończeniu kadencji został pierwszym Honorowym Sekretarzem Generalnym Towarzystwa. Od 1852 do 1867 r. był redaktorem „Biuletynu” Towarzystwa (Bulletin de la Société de géographie), w którym opublikował również z górą sto własnych artykułów.
W latach 1851–1855 wydał nową edycję wielkiego dzieła ojca – „Zarys geografii świata” (Précis de géographie universelle).